# Misael Escuti
Misael Escuti Rovira (20 de desembre de 1926 - 3 de gener de 2005) fou un futbolista xilè.

## Selecció de Xile
Va formar part de l'equip xilè a la Copa del Món de 1962.